# Harpe
|  | Per a altres significats, vegeu «La Harpe». |

L'harpe (grec antic: ἅρπη) era un tipus d'espasa o de falç; una espasa amb una protrusió de falç en una vora prop de l'extrem de la fulla. És esmentada per fonts gregues i romanes, gairebé sempre en contextos mitològics.

## En la mitologia

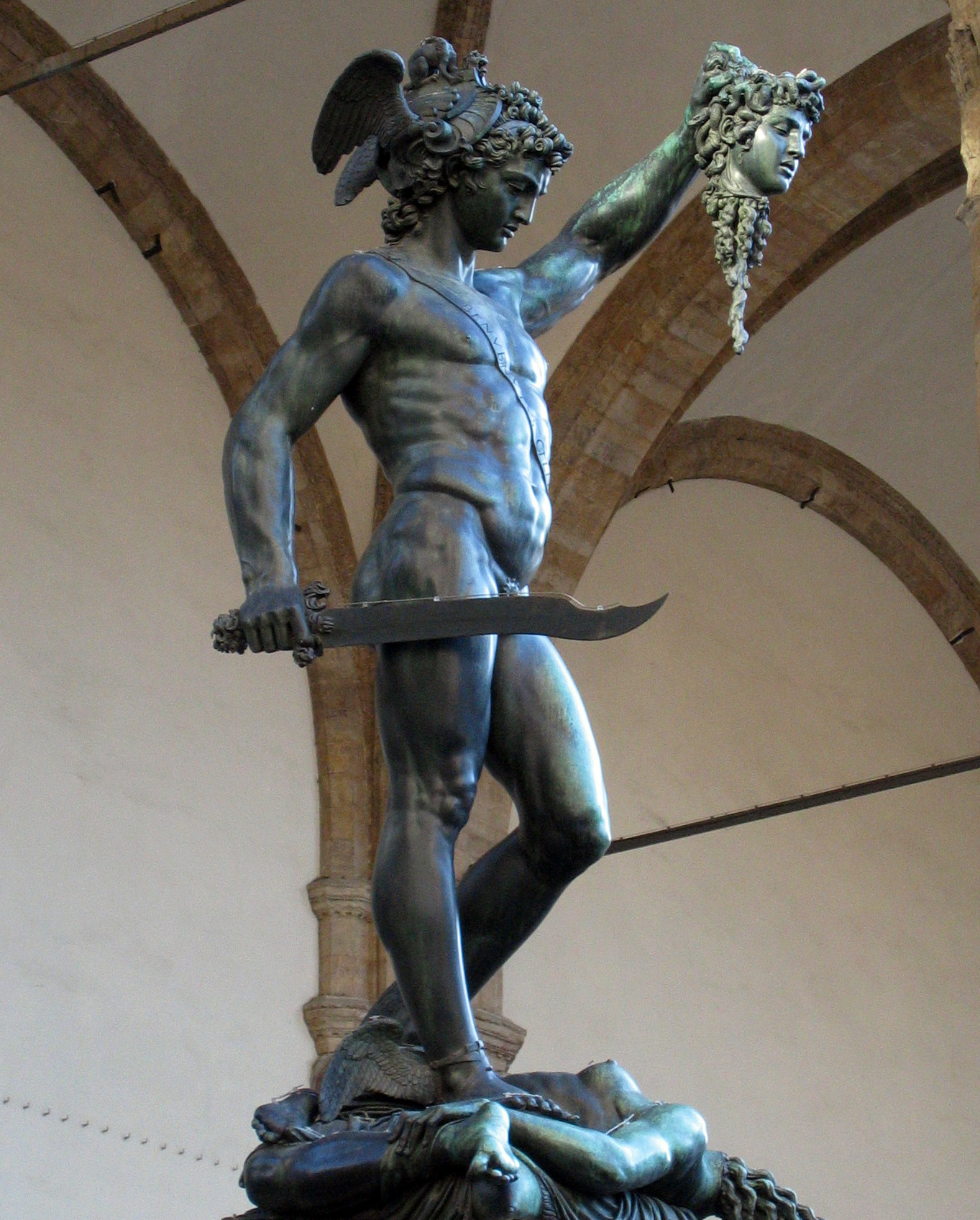
Perseu amb el cap de Medusa, de Benvenuto Cellini, representa Perseu després d'haver-li tallat el cap a Medusa amb una harpe.

L'aparició més destacada de l'harpe és com l'arma emprada per Cronos per castrar i derrocar el seu pare, Urà. En altres relats, és més aviat una falç o una dalla. Dotada d'una fulla de sílex o adamantina, li fou donada a Cronos per la seva mare, Gea. Segons un mite antic documentat en la Teogonia d'Hesíode, Urà havia tancat tots els seus fills amb Gea, els ciclops i els hecatonquirs, al Tàrtar. Gea, enfurismada, ordí la caiguda d'Urà. Implorà a tots els seus fills que s'alcessin contra Urà, però l'únic que li feu cas fou el més jove, Cronos. Així doncs, Gea li forní l'arma i, la propera vegada que Urà anà a jeure amb Gea, Cronos entrà en acció, castrà el seu pare, el derrocà i el desterrà per sempre més. Així doncs, l'arma esdevingué un símbol del poder de Cronos.
Perseu, un dels nets de Cronos, sovint és representat en estàtues i altres escultures amb una harpe, que porta en la seva tasca de matar la gòrgona Medusa i brandar-ne el cap contra Ceto. Perseu rebé l'espasa del seu pare, Zeus (el fill petit i posterior derrocador de Cronos), que també la feu servir en el seu combat amb Tifó. Entre els fills de Zeus, Hermes empunyà l'harpe per occir el tità Argos Panoptes i Hèracles vencé l'Hidra de Lerna amb la mateixa arma. Sobrenoms com «la falç de Cronos» o «la falç de Zeus» es relacionen amb aquests episodis.

## Representacions artístiques

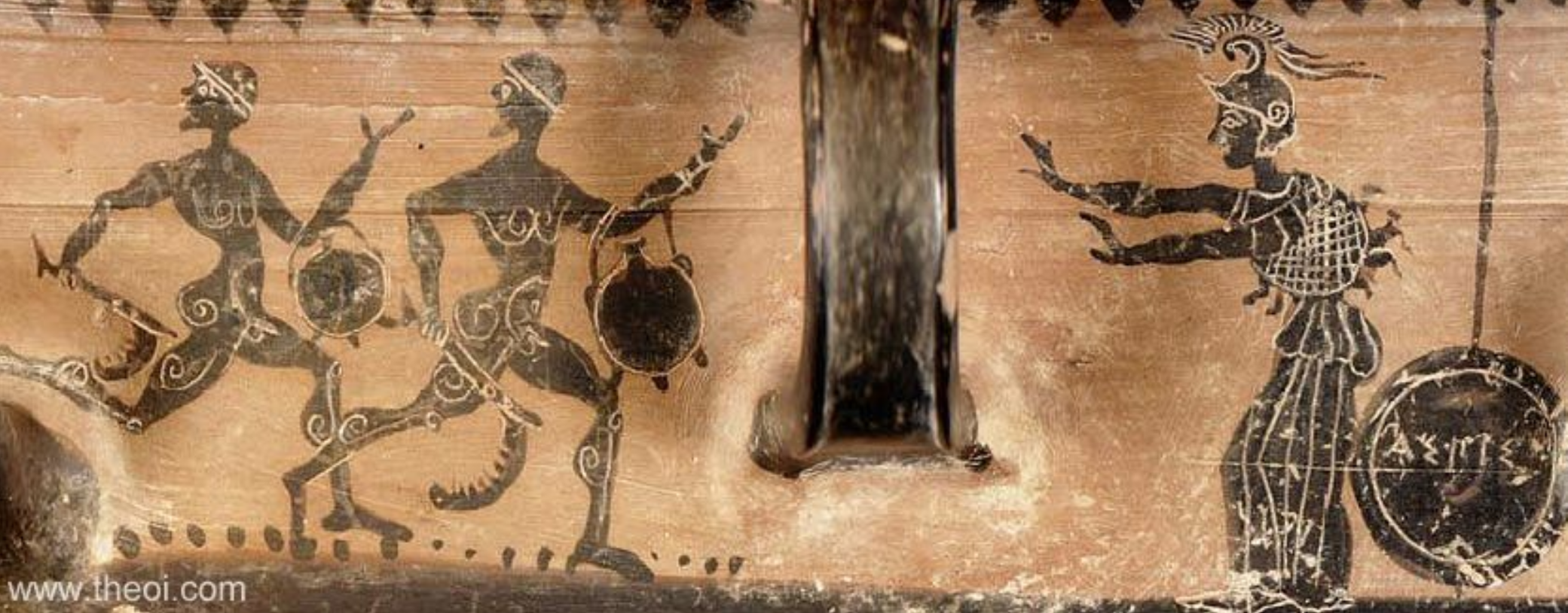
Perseu amb una falç en una testa

En l'art grec i romà, la seva aparença varia d'una representació a l'altra, però sembla que originàriament era una espasa-falç de tipus khopesh d'Egipte. En representacions posteriors sovint apareix com una barreja d'espasa i falç, interpretació descrita en detall en Leucipe i Clitofont, del segle ii. La imatge de Perseu amb l'espasa és una representació moderna de Benvenuto Cellini, escultor i orfebre italià. En representacions antigues, es pot veure una harpe en una testa conservada al Museu de Belles Arts de Boston. Mostra Perseu després de tallar-li el cap a la gòrgona Medusa, amb el cap de Medusa a la bossa que Perseu porta a la mà esquerra. L'heroi porta l'harpe a la mà dreta mentre corre cap a Atena. La imatge de Perseu surt duplicada per donar sensació de velocitat.